# Serapias cordigera
Serapias cordigera är en orkidéart som beskrevs av Carl von Linné. Serapias cordigera ingår i släktet Serapias och familjen orkidéer.

## Underarter
Arten delas in i följande underarter:
- S. c. azorica
- S. c. cordigera
- S. c. cossyrensis
- S. c. cretica

## Bildgalleri

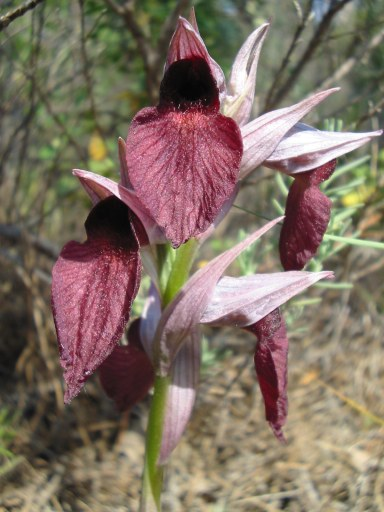
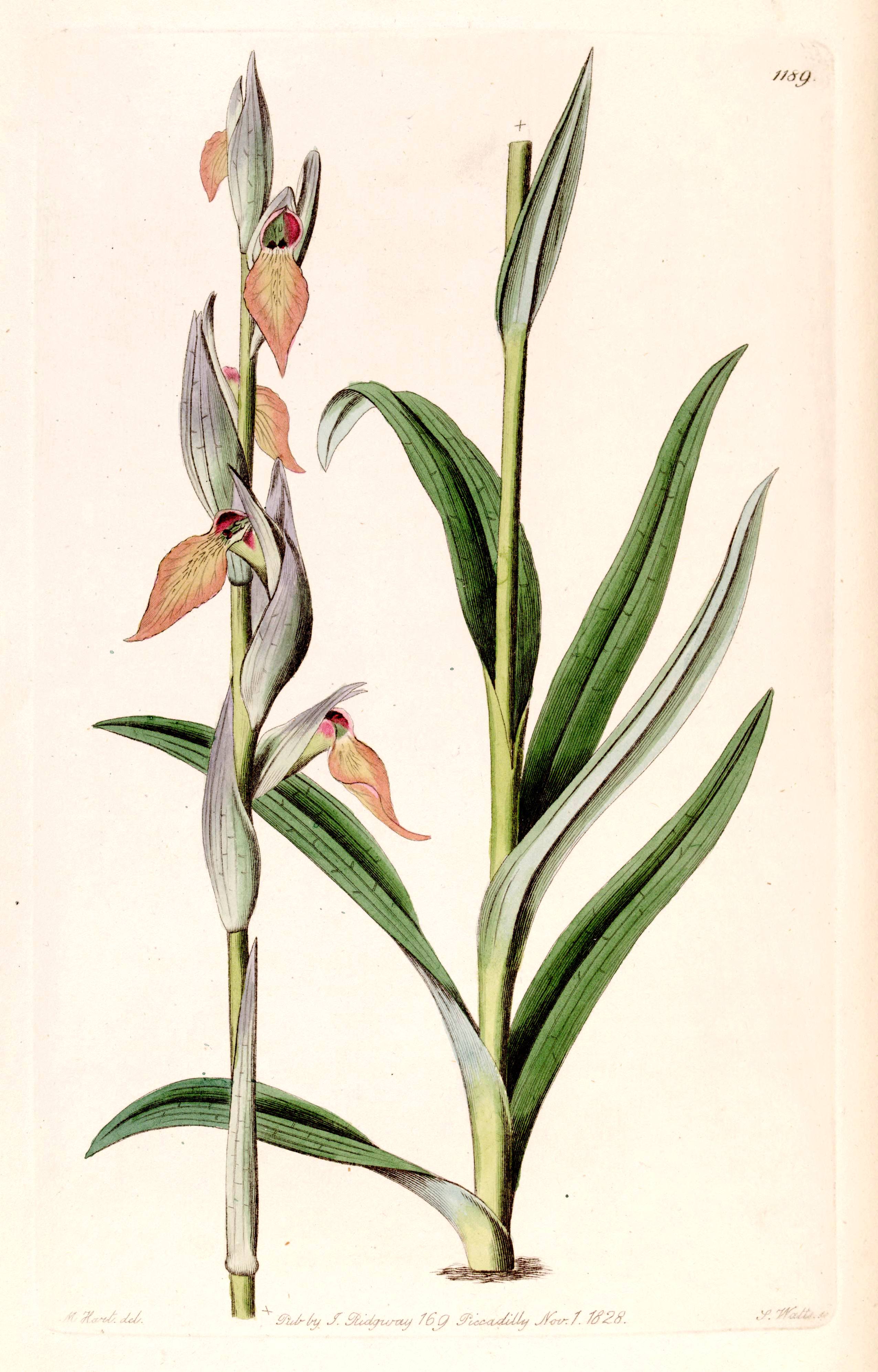
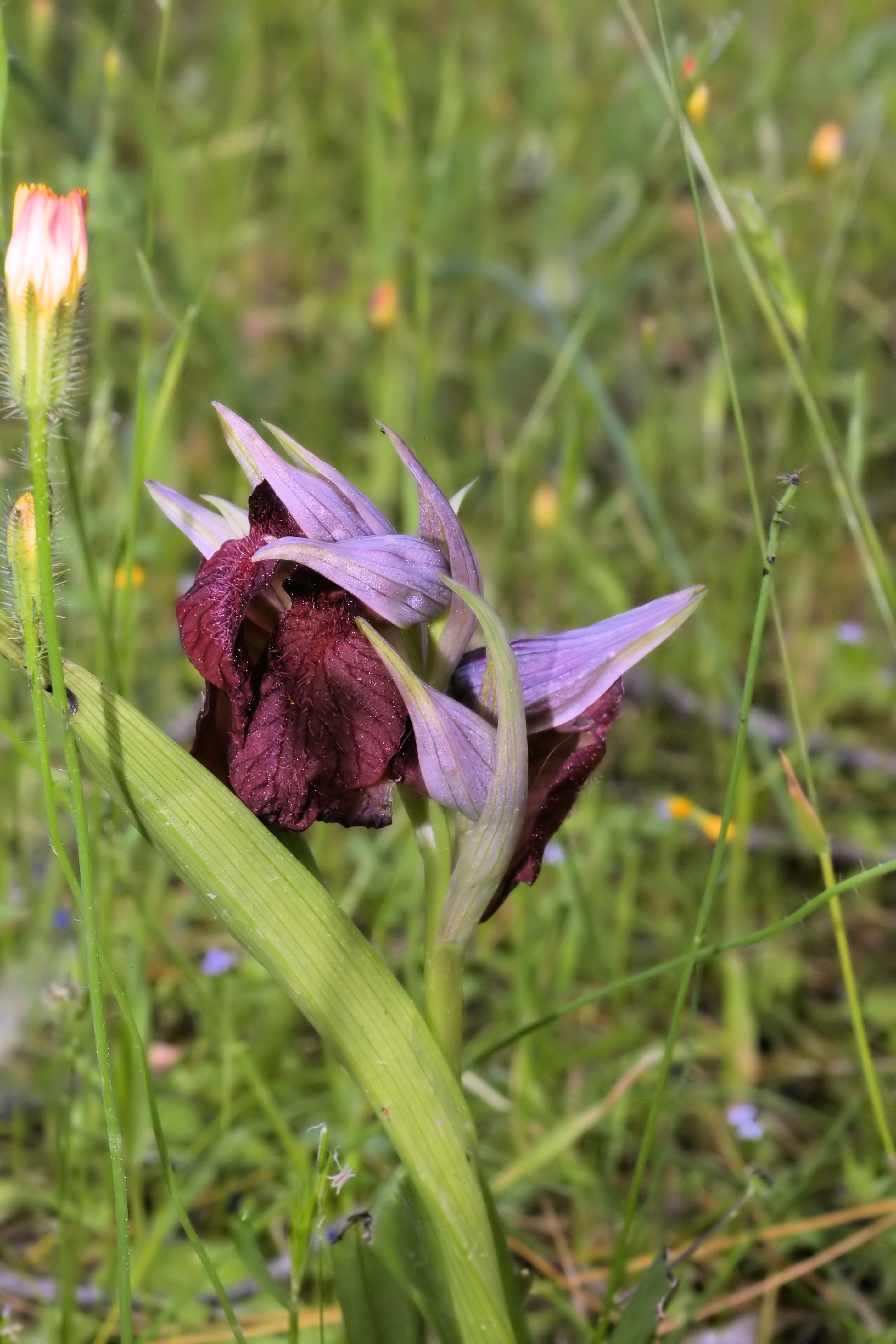
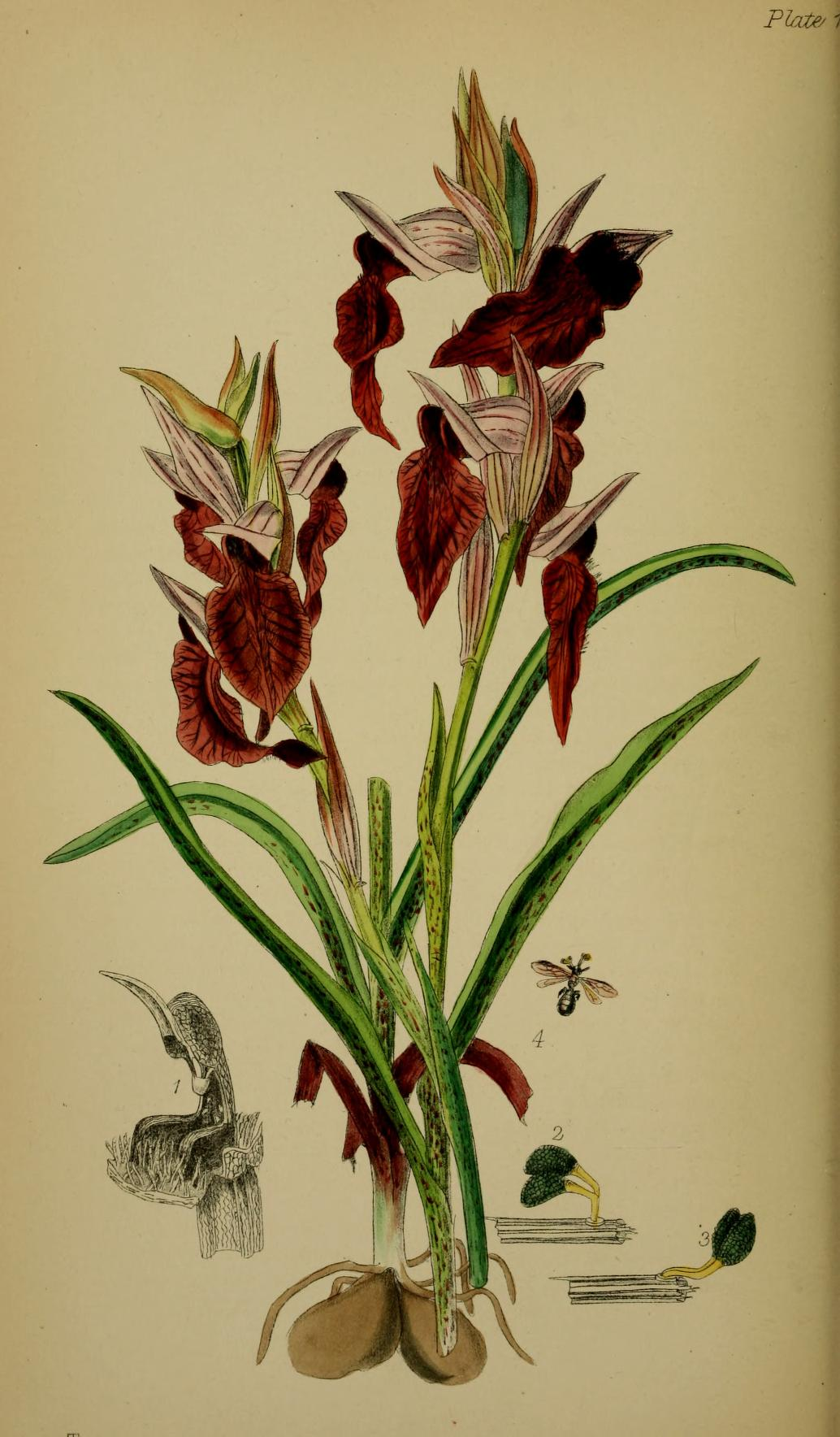
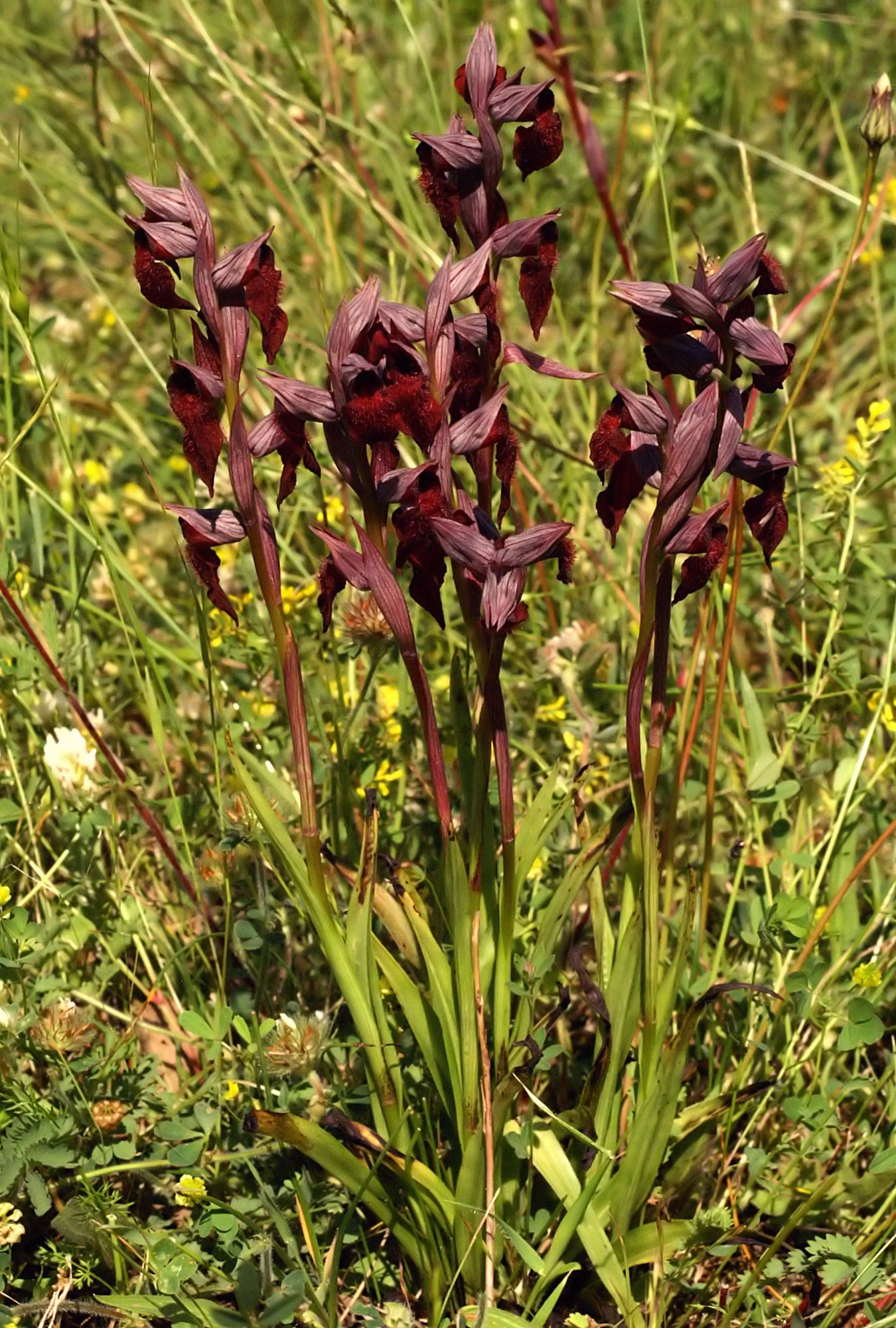
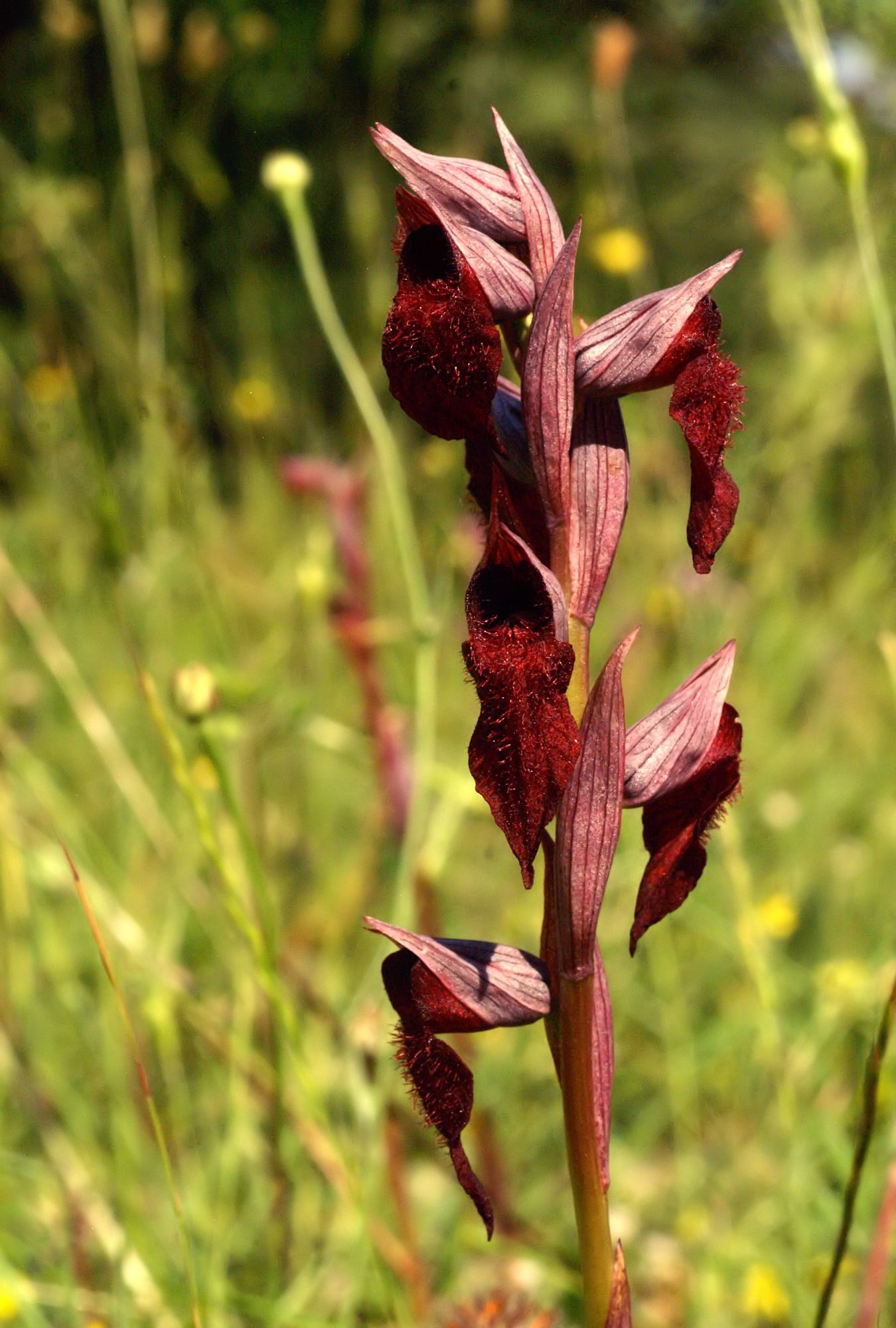